# Kreuzkopf

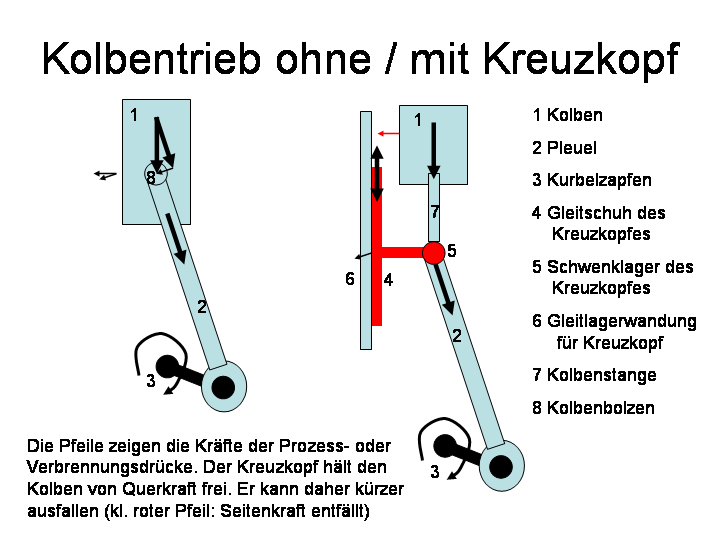
Kolbentriebe ohne und mit Kreuzkopf

Der Kreuzkopf ist ein Maschinenelement, das bei Kurbeltrieben verwendet wird. Es koppelt die translatorisch oszillierende (hin- und her bewegte) Kolbenstange mit dem translatorisch und rotatorisch oszillierenden (gleichzeitig noch auschwenkenden) Pleuel.
Die Kreuzkopf-Bauweise eignet sich wegen der großen bewegten Massen und der Bauhöhe nur für Drehzahlen von Langsamläufern (bis 300 min−1). Sie wird daher überwiegend an großen Kolbenmaschinen verwendet, d. h. an Zweitakt-Großdieselmotoren und Kolbendampfmaschinen.

## Funktionsprinzip

Kinematik eines Kolbentriebs ohne und mit Kreuzkopf

Die Achsen der Kolbenstange und des Pleuelbolzens kreuzen sich auf der gleichen Ebene. Der Kreuzkopf hat ein separates Gleitlager und ist über die Kolbenstange starr mit dem Kolben verbunden. Der Pleuel pendelt um den Kreuzkopf und ist mit der Kurbelwelle verbunden. Der Kreuzkopf nimmt die senkrecht und seitlich auf die Kurbelwelle (Kurbelzapfen) wirkenden Kräfte auf. Er hält den Kolben von Seitenkräften frei. Dadurch kann der Kolben sehr flach ausgeführt werden (Scheibenkolben), und die heißen Zylinder- und Kolbenlaufflächen werden weniger beansprucht.
Bei Tauchkolbenmaschinen übernimmt das Kolbenhemd die Rolle des Kreuzkopfes und überträgt Seitenkräfte auf den Zylinder.
Ganz ohne Kreuzkopf kommen Maschinen mit oszillierenden Zylindern aus; die Kolbenstange greift direkt an die Kurbel, und der Zylinder führt eine Schwenkbewegung aus.
Der Bewegungsablauf eines Kurbeltriebes mit Kreuzkopf stimmt bei gleich langem Pleuel mit dem eines Kurbeltriebes ohne Kreuzkopf überein.

## Eigenschaften

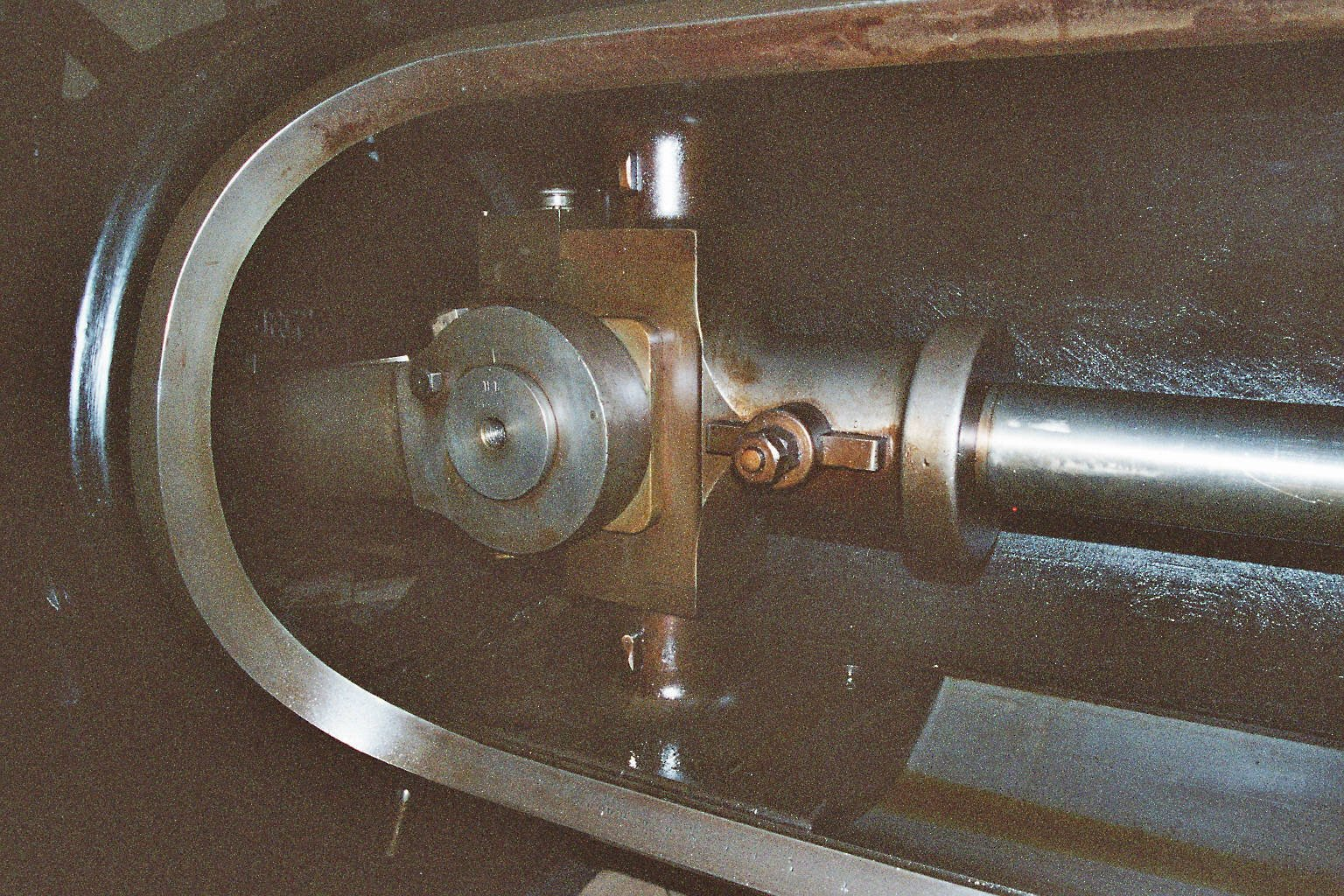
Kreuzkopf einer Dampfmaschine

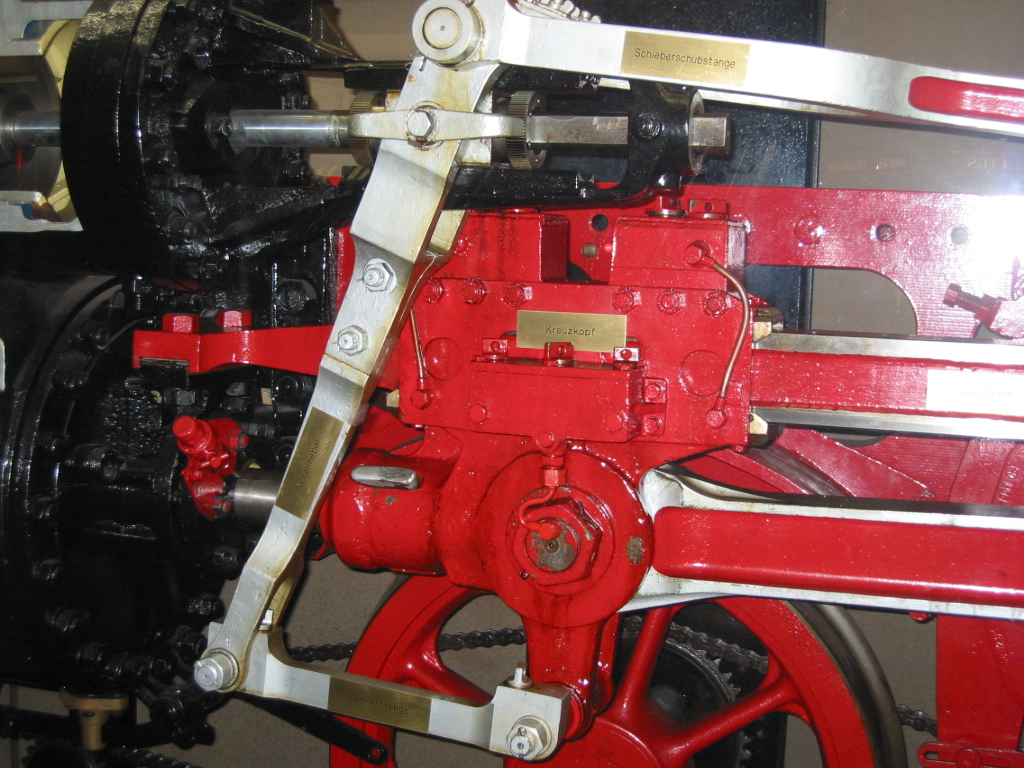
Kreuzkopf einer Dampflokomotive

- Der Hub kann bei gegebener Bohrung beliebig verlängert werden. Bei Zweitaktmotoren sind 3...4,2-facher Hub üblich.[3] Dagegen ist beim Tauchkolben der Hub durch die Auslenkung des Pleuels begrenzt.
- Großdieselmotoren profitieren davon, dass
  - die Verbrennungsführung sehr gute thermische Wirkungsgrade ermöglicht (höchste Gesamtwirkungsgrade bis zu 55 %, etwa 158 g/kWh[3][4])
  - bei Schiffen die Kurbelwelle ohne Getriebe (und damit Wirkungsgradverluste) direkt auf die Schiffsschraube wirken kann
- Durch die gerade Führung der Kolbenstange lässt sich der Kurbeltrieb zum Zylinder hin leicht abdichten. Dies bietet mehrere Vorteile:
  - Abdichtung der Kurbelwelle und des Kreuzkopfes gegen die heißen Abgase und Rückstände durch Blowby-Verluste am Kolben. Schmierstoffe für die Kolbenringe und für die Kurbelwelle  können getrennt werden. Es können billige Kraftstoffe verwendet werden, die mit hohem Ascheanteil verbrennen. Kolbenringe benötigen hochwertigeres Öl (insbesondere hinsichtlich Temperatur, Aschetoleranz und weitere Additive) als die Kurbelwelle.
- Die gerade Kolbenstange ermöglicht den Bau doppeltwirkender Maschinen, bei denen der Kolben im gleichen Zylinder von beiden Seiten abwechselnd mit Druck beaufschlagt wird. Damit entfallen Leerhübe, die Leistungsdichte steigt, und der Drehmomentverlauf wird gleichmäßiger. Zweizylinderdampfmaschinen mit 90° Kurbelversatz können aus jeder Stellung anlaufen und zusätzlich umsteuerbar (Drehrichtung) ausgelegt werden. Bei Dampfmaschinen ist die Doppeltwirkung die Regel. Doppeltwirkende Verbrennungsmotoren konnten sich wegen der höheren thermischen Belastung (Kühlprobleme) nicht durchsetzen. Durchaus üblich ist jedoch die Trennung von Verdichtungsraum unten und Verbrennungsraum oben.
- Der Kolben ist frei von Seitenkräften. Der Kolben kann flach und einfach ausgeführt werden (kurzes Kolbenhemd, kein Gelenk, kein Kolbenbolzen) und kennt kein Kolbenkippen beim Durchlaufen des oberen Totpunktes (OT).

Bei kleineren Motoren wird der Kreuzkopf im Gegenkolbenmotor der Golle Motor AG in neuer und patentierter Weise eingesetzt.